# Уга
Уга́ (рос. Уга) — селище у складі Лузького району Кіровської області, Росія. Входить до складу Папуловського сільського поселення.
Населення становить 160 осіб (2010, 271 у 2002).
Національний склад станом на 2002 рік — росіяни 96 %.